# جوني ماديسون
جوني ماديسون (بالإنجليزية: Jonny Maddison) (4 سبتمبر 1994 في المملكة المتحدة - ) هو لاعب كرة قدم بريطاني في مركز حراسة المرمى. لعب مع ليستر سيتي.

## وصلات خارجية
- جوني ماديسون على موقع Soccerbase.com (لاعب) (الإنجليزية)
- جوني ماديسون على موقع Soccerway.com (الإنجليزية)
- جوني ماديسون على موقع AS.com (الإسبانية)